# Raketerna (maxisingel)
Raketerna är en maxisingel som gavs ut av gruppen Raketerna 1981. Singeln producerades av Raketerna och Stefan Glaumann.

## Låtlista
1. "Lilla Amerika"
2. "Telegram till folket"
3. "Lilla pappa"
4. "Reagan express"
5. "Ansiktet"
6. "Hemligheten"

## Medverkande
- Hans Edström - sång, gitarr
- Per Edström - gitarr, sång
- Pelle Berglund - bas
- Mats Borg - trummor